# Circocephalus maculatus
Circocephalus maculatus is een rechtvleugelig insect uit de familie veldsprinkhanen (Acrididae). De wetenschappelijke naam van deze soort is voor het eerst geldig gepubliceerd in 1985 door Zheng.
1. ↑  (en) Circocephalus maculatus op de IUCN Red List of Threatened Species.